# Groszowice (województwo mazowieckie)
Groszowice – wieś w Polsce położona w województwie mazowieckim, w powiecie radomskim, w gminie Jedlnia-Letnisko.
Na terenie wsi utworzono dwa sołectwa Groszowice i Wrzosów. W 2023 sołectwa te liczyły odpowiednio 1214 i 377 mieszkańców.
| SIMC    | Nazwa   | Rodzaj     |
| ------- | ------- | ---------- |
| 0625390 | Wrzosów | przysiółek |

W latach 1954–1972 wieś należała i była siedzibą władz gromady Groszowice. W latach 1945–1975 miejscowość administracyjnie należała do województwa kieleckiego, następnie W latach 1975–1998 do województwa radomskiego.
Wieś jest siedzibą rzymskokatolickiej parafii św. Faustyny Kowalskiej.
Na terenie miejscowości znajduje się przystanek kolejowy Antoniówka.